# Xarope de ipeca

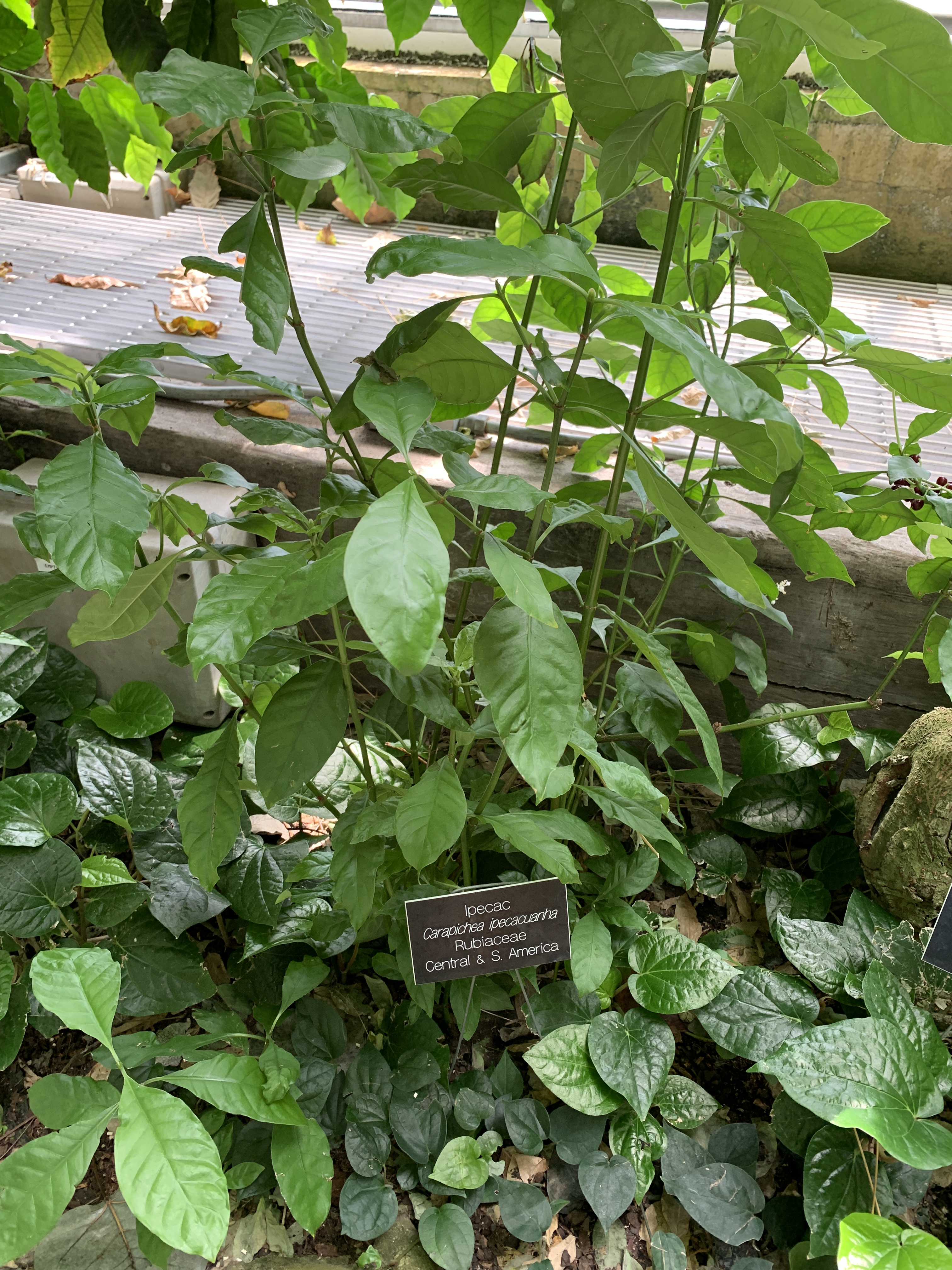
Ipeca.

O xarope de ipeca é um xarope emetogênico, feito com a planta brasileira ipeca.
Seu uso emético já era conhecido dos indígenas e, mesmo antes de sua comercialização inicial por Adrien Helvetius, fora descrito por Guilherme Piso em seu História Natural do Brasil, de 1648.
Utilizava-se em algumas situações de intoxicação por algumas substâncias. De notar que não pode ser utilizado em todas as situações em que existe intoxicação, porque em alguns casos o vómito pode ser extremamente perigoso. Importante lembrar riscos de problemas musculares específicos, assim como degeneração do músculo cardíaco. Usado por alguns em casos de bulimia, o uso de ipeca era recomendado em casos de envenenamento ou intoxicação, mas seu uso continuo por motivos de transtornos alimentares pode causar séria lesão ao músculo cardíaco, sendo necessário por fim transplante de coração para salvar a vida do paciente.